# Gerhard von Rosen
Pour les articles homonymes, voir Rosen.
Gerhard Paul von Rosen (né le 9 octobre 1856 à Wesenberg, dans le gouvernement d'Estonie, mort le 23 janvier 1927 à Berlin-Lichterfelde) est un peintre germano-balte.

## Biographie

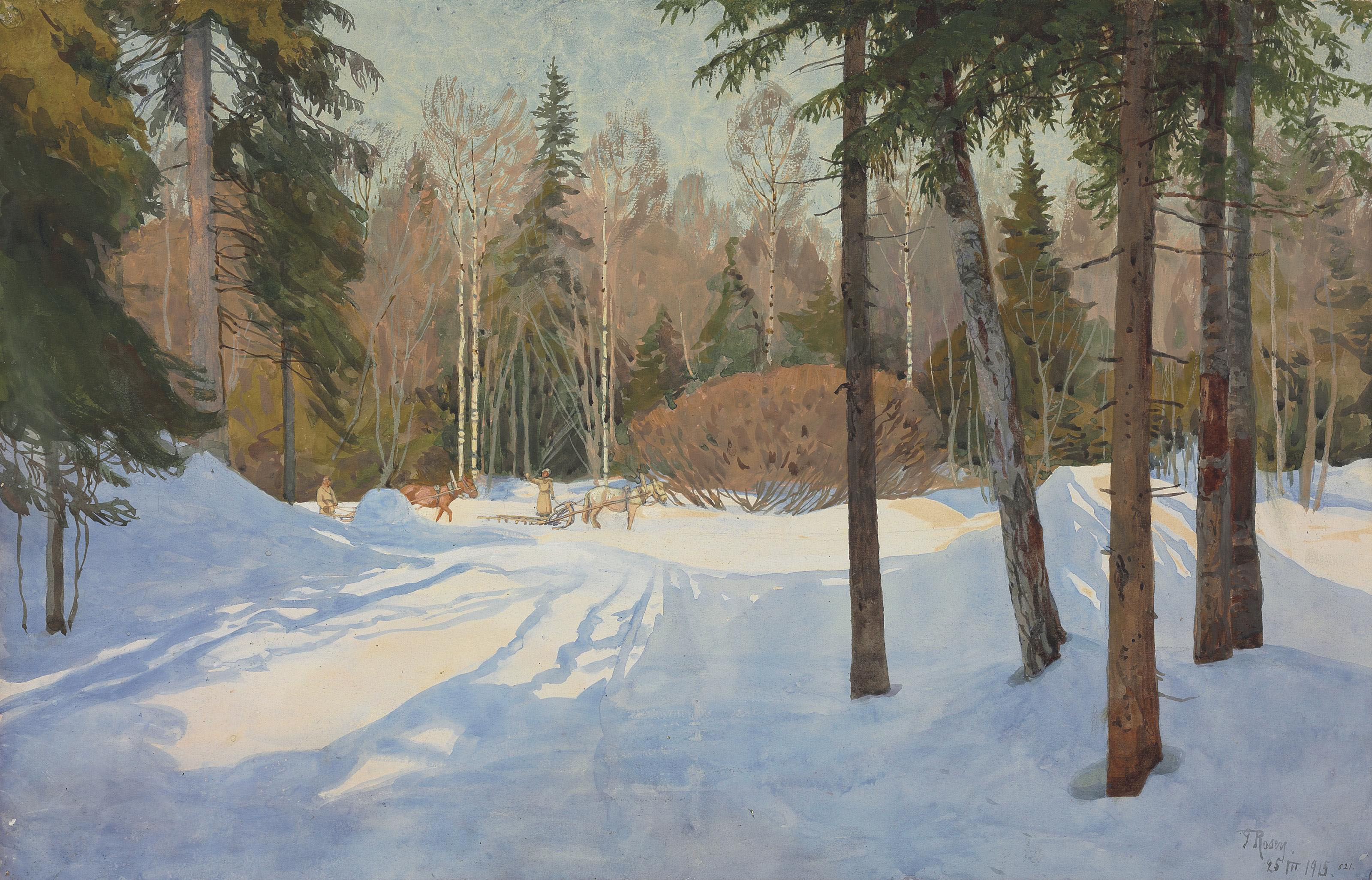
Forêt en hiver, 1915.

Von Rosen vient de la famille noble germano-balte von Rosen. Il étudie à l'académie de Saint-Pétersbourg de 1873 à 1878, où il se spéciale d'abord en architecture, puis se tourne vers la peinture. Il accomplit son service militaire obligatoire et est l'élève du peintre paysagiste germano-balte Eugen Dücker à l'académie des beaux-arts de Düsseldorf de 1883 à 1886. De 1886 à 1890, il est actif comme artiste à Saint-Pétersbourg.
À l'invitation d'Elise von Jung-Stilling, en 1891, Rosen retourne à Riga et devint professeur à l'école de dessin et de peinture qu'elle a fondée, dont il est le directeur après sa mort de 1904 à 1906. De 1896 à 1901, il travaille comme professeur adjoint de dessin à l'université technique de Riga. Il y travaille comme conférencier régulier depuis 1901 et est professeur de dessin de 1911 à 1919. De 1906 à 1909, il est directeur de l'école municipale des beaux-arts. Il fonde l'Union des artistes baltes.
Son épouse Marija von Rosen (1880-1919) meurt à Riga le 22 mai 1919 pendant la guerre d'indépendance de la Lettonie. Après la fin de la guerre en 1920, Gerhard von Rosen s'installe en Allemagne, où il travaille en Poméranie et à Berlin.